# Касино
Каси́но (исп. Casino) — это социальный Кубинский городской салонный парный танец популярного и традиционного характера (коммерческое название сальса).

## Основы
1. Танец Касино является стилем кубинского танца Сон.
2. Танец Касино появился приблизительно в 1956 году в Казино Депортиво (Casino Deportivo), (до революции это район проживания богатой европейской буржуазии). В данном заведении танцевали танцы Руэда де Сон и Руэда де Ча-ча-ча. Некоторые пары отделялись от общего танца Руэды и танцевали отдельно. От названия Casino Deportivo танец взял своё название — Casino.
3. Именно круговой танец Руэда де Касино определяет общую хореографию танца Касино.
4. Принципы Касино: а) эргономичность движений; б) удобство и комфортность движений основано на естественной биомеханике движения человека; в) как результат этого: красота и плавность движений.
5. Базовое перемещение в Касино основано на механике ходьбы
6. Касино исполняется преимущественно парой, но в процессе танца партнеры могут расходиться в свободное танцевание, которое называется Floreo.[1] Танцуя соло, партнеры используют шаги, движения рук и корпуса, комбинированные в спонтанной и красивой манере как украшение танца, возможны заимствования из других танцев, таких как Сон, Ча-ча-ча, Пачанга, Румба. Такие вставки свободного танцевания не нарушают структуру танца и не превышают 2-3 музыкальных восьмёрок, примером может служить фигура под названием Vacilala con engaño.
7. В Касино после оптимизации движений, которая произошла в 80-х годах прошлого века, исчезли шаги назад. В современном Касино шаги у партнёра и партнёрши направлены вперёд, что оказывает важное влияние на динамику танца в целом[2].
8. Касино — это салонный танец, созданный на Кубе её буржуазией, в котором сочетаются элементы танцев, которые предшествовали ему в процессе эволюции. Возник как танцевальный жанр, который не имеет автора среди городских популярных танцев. Касино не соответствует ни одному музыкальному жанру или смеси музыкальных жанров. Это танец для развлечения в коллективной и индивидуальной форме и не он не соответствует никакому религиозному мифу, и никак не связан с религиозными танцами. Касино возник в 50-х годах прошлого века в салонах Гаваны как форма развлечения в паре, которая танцуется взявшись за руки, несмотря на всю свободу танца.[3]
9. Касино очень часто не верно называют Сальсой, но между этими культурными явлениями около 15 лет разницы. Касино появился в 1956, а Сальса как коммерческое название кубинской музыки возникла в 1969 году, этот факт с очевидностью показывает, что это разные культурные феномены. Касино — это не Сальса, утверждают кубинцы.[1]

## История возникновения
Касино по своей исторической линии происходит от танцев, которые исполняли на балах, а именно Контрданса и Данса Хабанера, на этих танцах присутствовал Bastonero — человек, который называл определённые фигуры (а их было до 900), которые и исполняли танцующие. Именно подобную картину мы наблюдаем в Руэда де Касино, где Cantor, который ведёт Руэду, так же называет фигуры, исполняемые всеми участниками Руэды. Благодаря этому в салонном танце Касино разработана подробная номенклатура фигур, которую обычно не встретишь в уличных танцах. Таким образом становится очевидна связь Касино с салонными или бальными танцами 18-19 века, которые танцевала кубинская аристократия.
В схеме развития и эволюции кубинского стиля Касино вы можете увидеть влияние Вальса, именно от Вальса в салонные кубинские танцы пришла закрытая позиция исп. Posición Cerrada (Frontal).
Касино возникло в Казино для отдыха, которые находились в прибрежной зоне Гаваны. Мы знаем, что революция на Кубе произошла в 1959, но Касино возникло раньше, где-то с начала 50-х и сформировалось к 56-году. До революции на Кубе процветал настоящий расизм, были зоны для белых, для мулатов и для негров. Престижное Casino Deportivo находилось в зоне для богатого «белого» населения, куда вход темнокожим был запрещён. В Casino Deportivo существовала клубно-карточная система. До сих пор сохранились карточки того периода, их можно увидеть в различных исторических исследованиях. Один из первых прославившихся исполнителей Касино, а также один из основателей конкурса «Para Bailar» танцор Розендо.
После кубинской революции мощным двигателем для развития касино становится телевидение. Несмотря на запреты со стороны правительства население получало доступ к иностранной музыке и видео трансляциям танцевальных передач. Таким образом, другие танцевальные направления проникают на остров и обогащают танец касино. Такими направлениями являются: rock'n'roll, hip-hop, диско и тд.

## Позиции танцоров в паре
В танце Касино существует три основные позиции партнёров в паре
1. Закрытая позиция — (исп. Posición Cerrada (Frontal))
2. Боковая позиция Каида — (исп. Posición de Caida (Lateral))[6]
3. Открытая косая позиция — (исп. Posición Abierta)

## Основные базовые фигуры
1. Базовый шаг Энтрада (исп. Entrada ) — начинается и заканчивается в закрытой позиции (исп.  Posición Cerrada (Frontal))

1. Пара ти пара ми (исп. Para ti para mi ) — начинается и заканчивается в открытой позиции (исп. Posición Abierta)
2. Энчуфэ (исп. Enchufe) — начинается из открытой косой позиции (исп. Posición Abierta) или из позиции Каида (исп. Posición de Caida (Lateral)) и по окончании партнеры приходят в эти же позиции
3. Диле ке но (исп. Dile que no) — начинается с позиции Каида (исп. Posición de Caida (Lateral)) и заканчивается в открытой позиции (исп. Posición Abierta)
4. Басилала (исп. Vacilala) — начинается с открытой позиции (исп. Posición Abierta) и заканчивается в позиции Каида — (исп. Posición de Caida (Lateral))
5. Седасо (исп.  Cedazo) — начинается из закрытой позиции (исп. Posición Cerrada (Frontal)) или открытой косой позиции (исп. Posición Abierta) и заканчивается в этих же позициях
6. Пасео (исп. (Paseo)) — начинается и заканчивается в открытой позиции (исп. Posición Abierta)
7. Салонео (исп.  Saloneo) — начинается и заканчивается в позиции Каида (исп. Posición de Caida (Lateral))
8. Родео (исп.  Rodeo) — начинается и заканчивается в позиции Каида(исп. Posición de Caida (Lateral))
9. Эксибела инверса ((исп. Exibela inversa) — начинается и заканчивается в позиции Каида (исп. Posición de Caida (Lateral))
10. Эл медио (исп.  El medio) — начинается в открытой позиции (исп. Posición Abierta) и заканчивается в позиции Каида (исп. Posición de Caida (Lateral))
11. Ботейа ((исп.  Botella) — начинается с позиции Каида (исп. Posición de Caida (Lateral)) и заканчивается в открытой позиции (исп. Posición Abierta)

Другие фигуры происходят из комбинации базовых фигур. Например, Сетента (исп.  Setenta) — состоит из двух базовых фигур: Эчо и Энчуфэ.

## Типы ведения в касино
1. Ведение весом
2. Ведение по типу «Веди и держи ось»
3. Ведение, одной рукой или двумя руками, с движением направленным против веса.

## Касино и музыка
В Касино как и в любом танце существует базовое перемещение, которое состоит из 6 шагов. 6 шагов это целое танцевальное предложение. Танцевальное предложение должно укладываться в музыкальное предложение, которое в свою очередь состоит из 8 музыкальных долей. Музыкальное предложение состоит из двух тактов в музыкальном размере 4/4 и эти музыкальные такты объединяются вместе ритмом Клаве. Есть два ритмически верных способа танцевать Касино:
1. A tiempo — первый шаг начинается на первую долю (1.2.3 — шаги 4 — пауза, 5.6.7 — шаги 8 — пауза)
2. A contratiempo — первый шаг начинается на вторую долю. (2.3.4 — шаги 5 — пауза, 6.7.8 — шаги 1 — пауза) — в любом случае — танцевальное предложение не выходит за пределы музыкального предложения. При данном способе танца основной акцент делают на четвертую и восьмую доли.

Касино это танцевальный жанр, который не связан жёстко с определённым музыкальным жанром. Касино исторически танцевали под музыку Сона, так же оно танцуется под такие музыкальные жанры как Чангуи, Гуарача, Чаранга, Сальса, Сальсатон, Сонго, Тимба, Тимбатон.

## Конкурсы по Касино
Касино развивалось не только как танец для весёлого время препровождения, но так, же в этом танце присутствует сильная соревновательная составляющая. Безусловно, традицией соревнования послужили первые Руэды. Например, в одной из трёх знаменитых руэд Руэда де ОСО пускали не более 30 человек. И остальные должны были ждать очереди. Шанс попасть в Руэду появлялся только тогда, когда кто-то ошибался в движении. Поэтому была сильная мотивация танцевать грамотно и без ошибок. Тот, кто ошибался, его просто выгоняли из танца, перед этим изрядно посмеявшись над ним. Так же в Руэде де Патрисио которую вёл знаменитый Розендо, которая состояла из 100 пар было принято выгонять участников, если они ошибались в танце и запускали новых участников. Но на самом деле соревновательная часть не ограничивалась только Руэдами.
И наконец, весь этот соревновательный дух Касино привёл к тому, что в 1979 году было создана знаменитая кубинская программа с конкурсом по Касино «Bailar Casino». Эти причины-традиции оказали влияние на то, что Касино это в большой мере соревновательный танец.
Para Bailar Casino — Гавана (Куба)
Cuba Si -  Киев
LA VIDA DANCE FEST -  Полтава
Salsa Amistad - Харьков
Sabor Cubano — Киев (Украина)
«Dias Cubanos» — Noordwijkerhout, (Нидерланды)
Конкурс по Руэда де Касино (пол. po Ruedzie de Casino)- Краков(Польша)

## Международные федерации по Касино
1. Международная федерация [www.casinoparatodos.org/view/casinoparatodos/Inicio/es Casino Para Todos]
2. Federacion intermundial de Formacion de casino y bailes populares cubanos

## Международные фестивали
1. Puro casino y sazón - проводится в декабре в Испании.

## Федерации касино пара тодос
Федерация выступает за сохранение стиля танца Касино в том виде в котором он существовал в 70-80х годах прошлого века, а так же развивает этот  танец и создает новые движения и фигуры на основе аутентичных алгоритмов присущих Касино.

### Сертификация по Касино
Casino Para Todos проводит сертификацию для преподавателей по Касино. Различают три уровня сертификации:
1. Золотой сертификат
2. Серебряный сертификат (степень международного инструктора по Касино)
3. Бронзовый сертификат

### Хореографическая карта[8]
Хореографическая карта или хореограмма танца Касино. Представляет собой совокупность линий, по которым осуществляется ведение и по которым следуют партнерша и перемещается партнер. Хореографическая карта определяет Касино как танец, именно в ней заложены характерные для этого стиля фигуры, повороты и траектории движения.